# Richard Corben
Richard Corben (ur. 1 października 1940, zm. 2 grudnia 2020) – amerykański rysownik, twórca komiksów, autor komiksu Den
(NeverWhere) uznawanego za arcydzieło gatunku, współpracował z magazynami: Fantagor, Creepy, Eerie, a także Métal Hurlant, Heavy Metal, Schwermetall.
Artysta znajduje się w The Will Eisner Award Hall of Fame (obok takich twórców komiksu jak Winsor McCay, Hergé, Stan Lee i Moebius).

## Życiorys
Urodził się na farmie w Anderson, Missouri, w Stanach Zjednoczonych. Studiował na Kansas City Art Institute, gdzie w 1965 zdobył dyplom licencjata (Bachelor of Fine Arts).
Po krótkiej przygodzie z animacją, w 1969 roku Corben zajął się komiksem undergroundowym. Powstały wówczas m.in. The Plague (1969), Rowlf (1970), ten drugi komiks spiratowany we Francji otworzył mu drogę do współpracy z magazynem Métal Hurlant, który współtworzony był przez takich artystów jak Moebius, Druillet, i Dionnet. Od 1977 współpracował z amerykańską wersji pisma o nazwie Heavy Metal, od 1980 z niemiecką wersją o nazwie Schwermetall.
W 1976 roku stworzył komiks pt. Bloodstar, będący adaptacją powieści Roberta E. Howarda. Stworzył w ten sposób jedną z pierwszych opowieści graficznych (graphic novel) w historii komiksu.
Pośród historii przygotowywanych dla Métal Hurlant i drukowanych później w Heavy Metal oraz w Schwermetall, najbardziej znana jest seria Den zbudowana na bazie noweli komiksowej „For the Love of a Daemon” opublikowanej w magazynie Fantagor w roku 1972. Pierwszy tom Den(NeverWhere) zawiera opowieść o młodym, szczupłym i zakompleksionym chłopaku, który w niezwykły sposób przedostaje się do innego świata (tytułowe NeverWhere), gdzie zostaje obdarzony muskulaturą oraz imponujących rozmiarów penisem (przez całą opowieść Den jest nagi). Poznaje Cath, chorowitą dziewczynę z Anglii epoki wiktoriańskiej, przeniesioną do ciała pięknej kobiety (Cath również pozostaje naga), którą wyrywa z rąk złej królowej...
Ze względu na wszechobecne w twórczości Corbena treści erotyczne, jest on często oskarżany o balansowanie na granicy dobrego smaku i pornografii. Z zarzutami sam autor się nie zgadza i stara się od nich odciąć (patrz wywiad w czasopiśmie HM).
Jeden z epizodów filmu animowanego Heavy Metal 1981 luźno nawiązuje do komiksu Den(Neverwhere).
W kolejnych latach Corben publikował dalsze części sagi: Den Muvovum 1983, Children of Fire 1987, Dreams 1992, Elements 1992. Ukazywały się one w odcinkach we wspomnianych wyżej magazynach, w zeszytach oraz albumach.
Oprócz Den Richard Corben jest autorem komiksów takich jak: New Tales of the Arabian Nights 1978 (scenariusz: Jan Strnad), Ogre 1978 (fotokomiks), The Boodyssey 1979 (scenariusz: John Pocsik), Jeremy Brood 1982 (scenariusz: Jan Strnad), Mutant World 1982 oraz Son of Mutant World 1990 (scenariusz: Jan Strnad), Rip in Time 1986 (scenariusz: Bruce Jones), Vic and Blood 1987 (scenariusz: Harlan Ellison).
Aktualnie Richard Cobren pracuje dla amerykańskich wydawnictw komiksowych głównego nurtu. Dla Marvela ilustrował min. przygody Ghost Ridera, w ramach imprintu Marvel MAX zajął się mini serią Haunt of Horror, w której adaptuje klasyczne horrory (Edgara Allana Poego oraz H.P. Lovecrafta).
Corben w swojej pracy twórczej czerpał inspirację z prac Roberta E. Howarda, Edgara Rice’a Burroughsa, oraz H.P. Lovecrafta.
Prace komiksowe Corbena były wielokrotnie nagradzane, min. dwukrotnie Shazam Award w 1971 roku (Outstanding New Talent), i w 1973 roku (Superior Achievement by an Individual). Inne nagrody to: C.I.N.E. Golden Eagle, oraz nagroda Japan Cultural Society za krótki film animowany Newerwhere z 1968 roku.
Poza komiksami i filmami animowanymi, Corben wykonał min. okładki do płyt Bat out of Hell Meat Loafa, Bad for Good Jima Steinmana; plakat filmowy (oparty na rysunku Neala Adamsa) do filmu Briana De Palmy Phantom of the Paradise.
W 2005 roku Corben współtworzył, wraz z Robem Zombie i Steve’em Nilesem, serie komiksową Bigfoot. Wydawnictwo IDW Publishing wydało trzy części tego tytułu. W komiksie widać ewolucję tematów podejmowanych przez Corbena, opowiada on historie młodego chłopaka, który doświadcza brutalnego morderstwa swoich rodziców, dokonanego przez tytułowego Bigfoota.

## Twórczość
- 1969 – The Plague
- 1970 – Rowlf
- 1976 – Bloodstar (w oparciu o twórczoś Roberta E. Howarda)
- 1978 – Neverwhere (Den – część pierwsza)
- 1978 – New Tales of the Arabian Nights (scenariusz: Jan Strnad)
- 1979 – The Boodyssey (scenariusz: John Pocsik)
- 1982 – Jeremy Brood (scenariusz: Jan Strnad),
- 1982 – Mutant World (scenariusz: Jan Strnad)
- 1983 – Muvovum (Den – część druga)
- 1986 – Rip in Time (scenariusz: Bruce Jones)
- 1987 – Vic and Blood (scenariusz: Harlan Ellison)
- 1987-1988 – Children of Fire (trzy zeszyty w ramach serii Den)
- 1988-1989 – Den (dziesięć zeszytów ramach serii Den wydane potem w roku 1992 w dwóch albumach pt. Dreams i Elements)
- 1990 – Son of Mutant World
- 1992-1994 – DenSaga (kolejne cztery albumy w ramach serii Den)
- 1997 – Aliens: Alchemy (miniseria, scenariusz John Arcudi)
- 1998 – Best of Richard Corben (zbiór komiksów Corbena publikowanych w magazynie Heavy Matal, różni scenarzyści)
- 2000 – Hellblazer (w ramach serii, odcinki nr 146-150; scenariusz Brian Azzarello)
- 2001 – The House on the Borderland (adaptacja powieści Williama Hope’a Hodgsona)
- 2001 – Banner (miniseria, scenariusz Brian Azzarello)
- 2001 – Cage (miniseria, scenariusz Brian Azzarello)
- 2004 – Solo
- 2004 – The Punisher: The End (scenariusz Garth Ennis)
- 2005 – Bigfoot (scenariusz Steve Niles i Rob Zombie)
- 2006 – Haunt Of Horror: Edgar Allan Poe
- 2006 – 2010 – Hellboy (w ramach serii, scenariusz Mike Mignola)
- 2007 – Ghost Rider (w ramach serii, scenariusz Daniel Way)
- 2008 – Haunt of Horror: Lovecraft
- 2008 – 2009 – Conan of Cimmeria (w ramach serii, odcinki nr 1-7; scenariusz Timothy Truman)
- 2009 – Starr the Slayer (scenariusz Daniel Way)
- 2012 – Creepy Presents Richard Corben (zbiór komiksów Corbena publikowanych w magazynach Creepy i Eerie, różni scenarzyści)
- 2012 – Murky World

## Corben w Polsce
Pierwszą pracą Corbena opublikowaną w Polsce był krótki komiks wydrukowany w czasopiśmie Szpilki (lata siedemdziesiąte), w 1990 w magazynie Komiks – Fantastyka (nr 1 z roku 1990 „Raczej dla dorosłych”) zamieszczono krótki fragment z albumu Mutant World (scenariusz: Jan Strnad). Ponadto Richard Corben jest autorem rysunków do fragmentu historii „Makoma” z jednego z tomów opowieści o Hellboyu – „Wyspa i inne opowieści” (scenariusz Mike Mingola, wydawnictwo Egmont Polska 2007) oraz mini serii o przygodach Hulka – „Banner” (scenariusz – Brian Azzarello, wydawnictwo Mandragora 2004).